# Mk 13狙撃銃
Mk13は、レミントン・アームズ社製の狙撃銃の機関部にアキュラシー・インターナショナル社が製造するシャーシ・システム、AICS（Accuracy International Chassis System) を組み合わせて製造されるボルトアクション式スナイパーライフルである。
アメリカ海軍特殊部隊（SEAL）および海兵隊など、主としてアメリカ軍によって運用されている。

## 特徴
本銃においてM700およびM24 SWS用のロングアクションレシーバーと組み合わせて使用されるAICS2.0は、製造元のアキュラシー・インターナショナル社が開発したL96A1狙撃銃のシャーシおよび銃床をベースとしている。そのため本銃の外観にはL96A1と類似する点が散見される。
サム・ホールを備える銃床は折り畳みが可能であり、全長を210mm（8.3インチ）短縮することができる。またチークピースも備えられており、暗視装置や大口径の対物レンズを持つスコープを使用する際に、高さと幅を変更して頬が最適な位置となるよう調整することが可能な設計となっている。
サイドパネルは高強度ポリマーで形成され、オリーブドラブ、フラット・ダークアース、ブラックの各色が存在する。スリングの基部パーツは両側面に取り付けられており、背中に対して水平に背負って持ち運ぶことが可能。フォアエンドにはレイル・システムが装備され、バイポッドの装着にも対応している。

## バリエーション

### Mk 13 MOD 0
Navy SEALsによって運用されたモデル。運用や技術のデータが公表されることは少ないが、公開された写真によってマクミランA2ストックと組み合わせての運用が確認されている。使用弾薬は.300ウィンチェスター・マグナム。
このモデルは後発のMk 13 MOD 5が採用されるまでアメリカ海軍で最も多く調達された狙撃銃であり、クリス・カイル、ロバート・J・オニール、ハワード・E・ワズディンなどが使用したことでも知られる。

### Mk 13 MOD 5
アメリカ特殊作戦軍（USSOCOM)が採用したモデル。
Mk 11と同様のサプレッサーが装着できるマッチグレード・バレルを備えるほか、ピカティニー・レールに対応する各種アタッチメントの装着が可能なモジュラー・アクセサリー・レール・システム（MARS）、折り畳み式のバイポッドなども装備している。
本銃はMk 21によって更新される予定であった。しかし、2018年にMk 21はSOCOMの求める性能に達していないと判断され、Mk 22 ASR (Advanced Sniper Rifle)トライアルとしてバレット社が開発したMRADとの再競争がなされた。結果、2019年にMRADがMk 22として採用されることが決定した。
Mk 22は主として.300ノルマ・マグナムと.338ノルマ・マグナムを使用し、射程は1,500メートル程度に延伸されている。これは.300ウィンチェスターを使用弾薬とするMk13 MOD 7に比べ200メートルほど長い数値である。最終的には250丁ほどの調達が予定され、本銃を更新する計画とされる。

### Mk 13 MOD 7
アメリカ海兵隊がM40狙撃銃の更新用として採用し、2018年より配備を開始したモデル。M40は1966年に採用され、最新のM40A6は2014年にM2010 ESRへの更新が開始されていた。

## ギャラリー

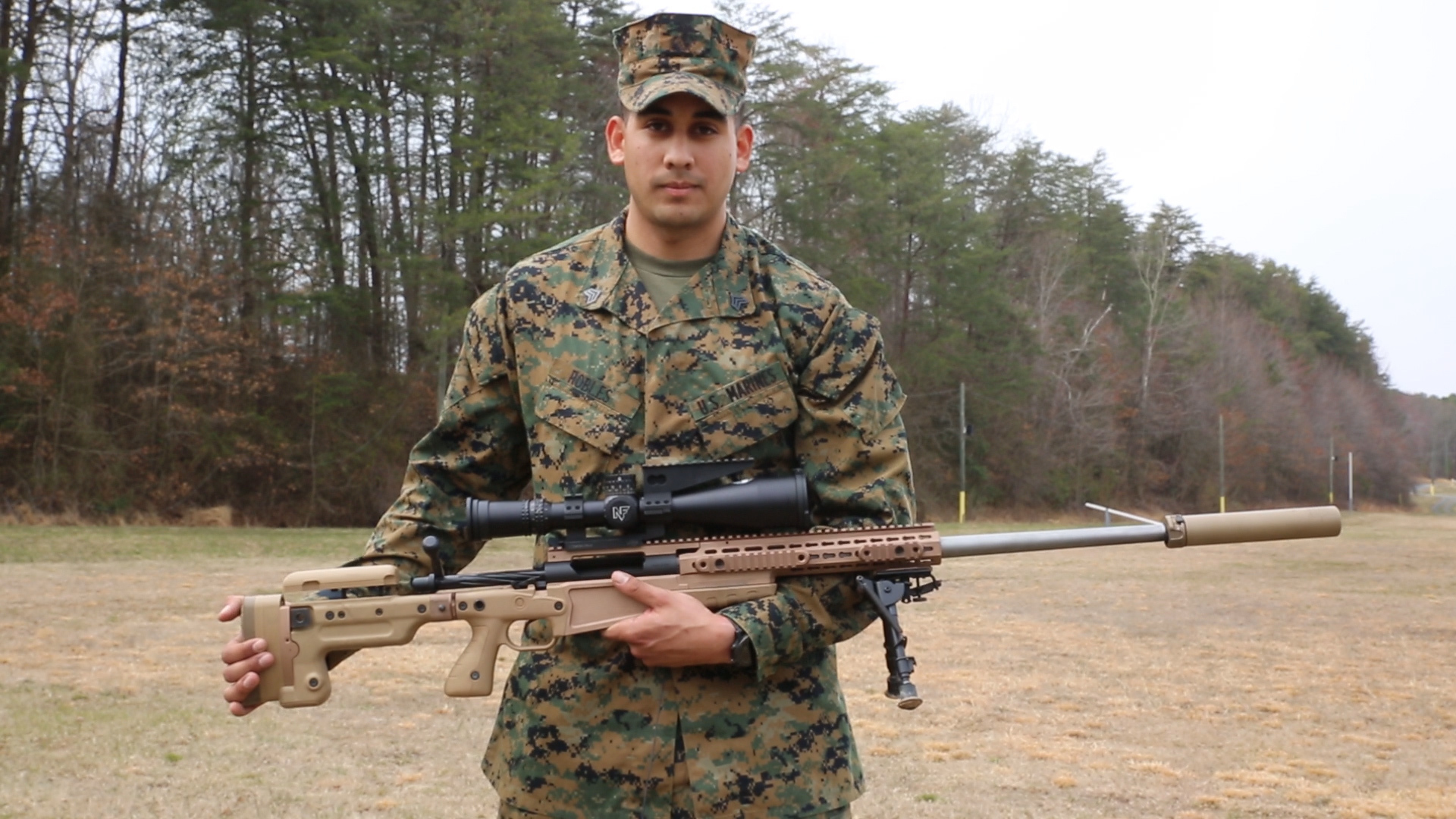
Mk 13 MOD 7を抱える海兵隊員
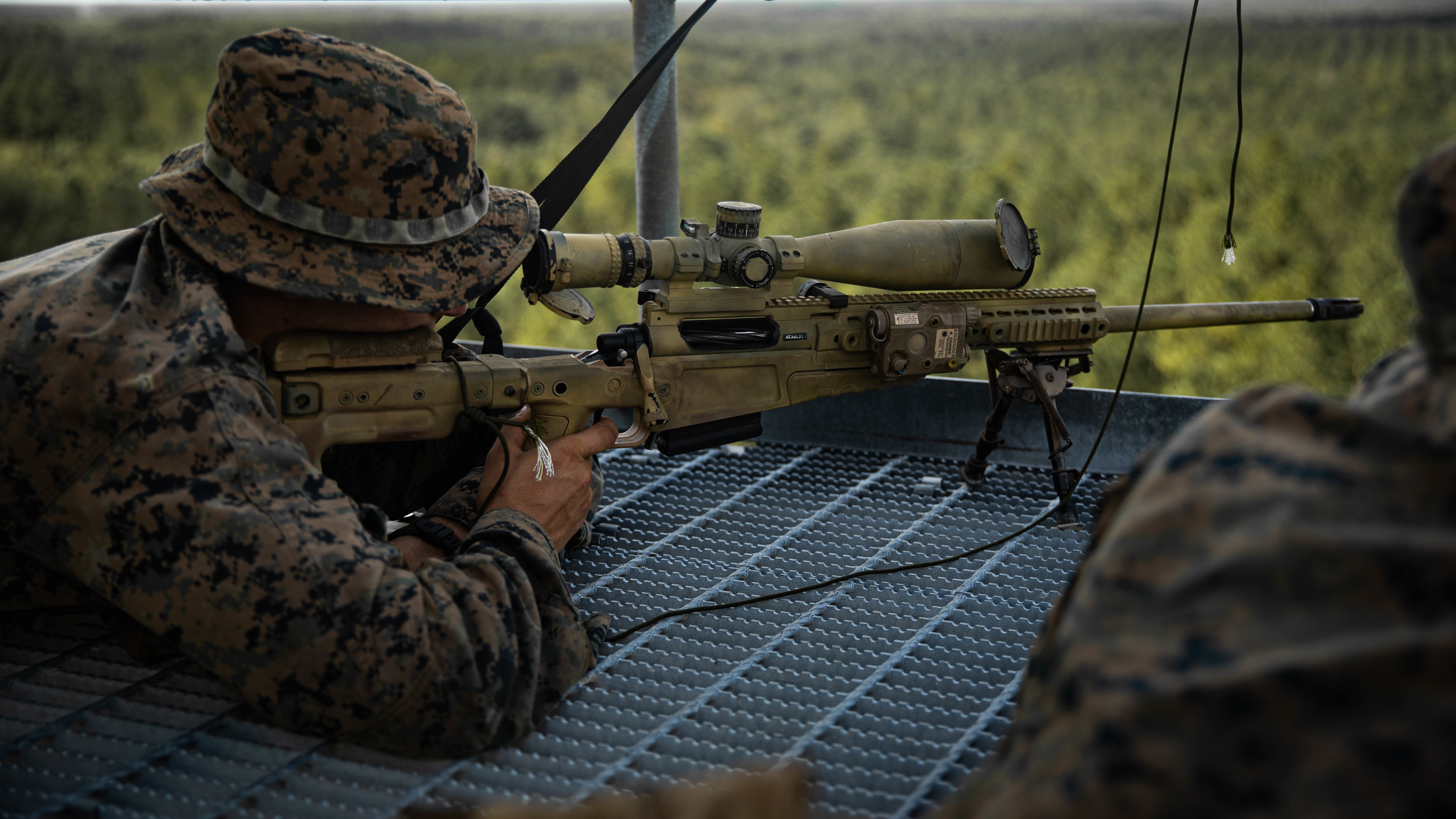
Mk 13を使用した訓練を行う海兵隊員
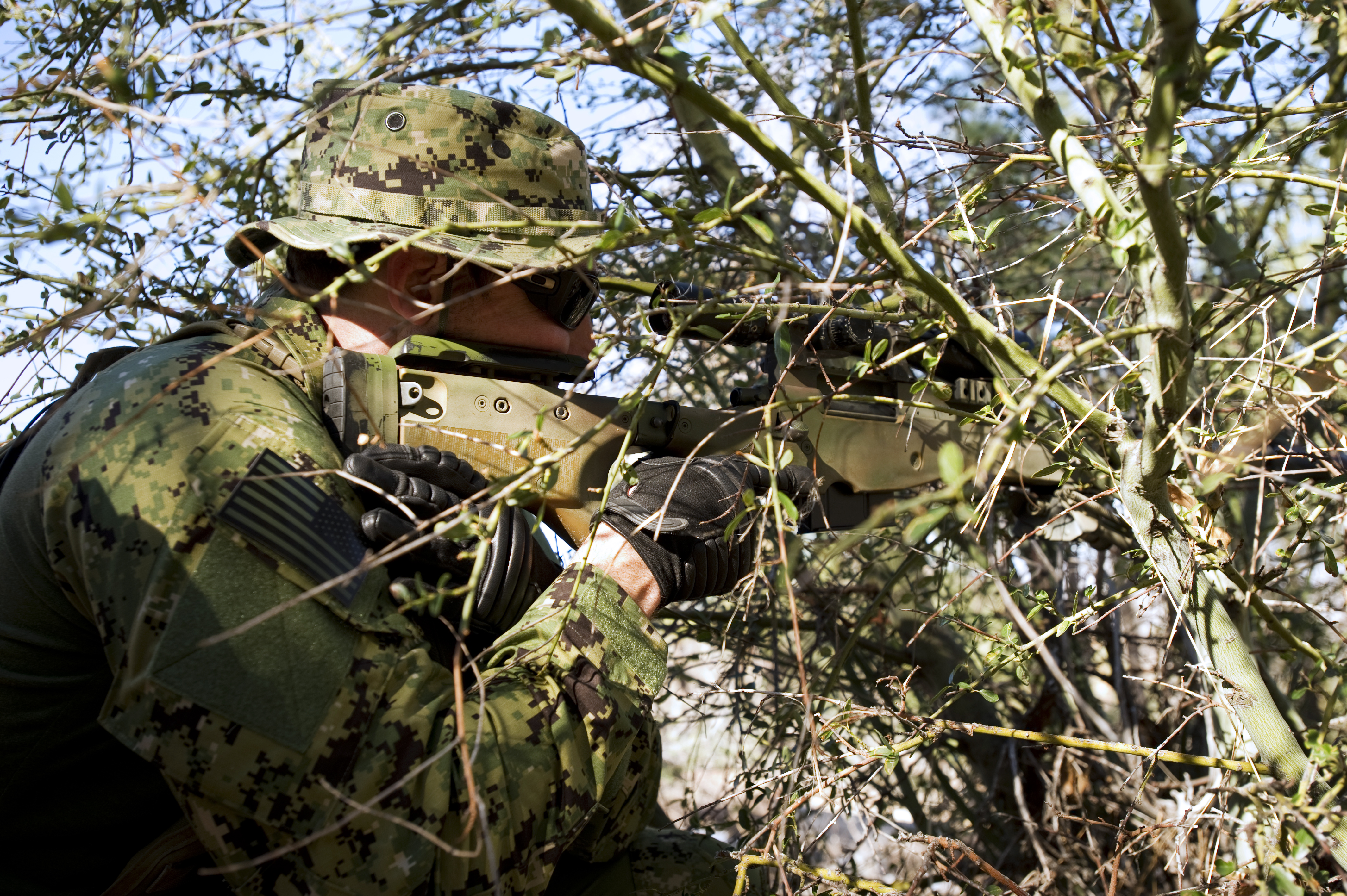
Mk 13を構えるNavy SEALsの狙撃手
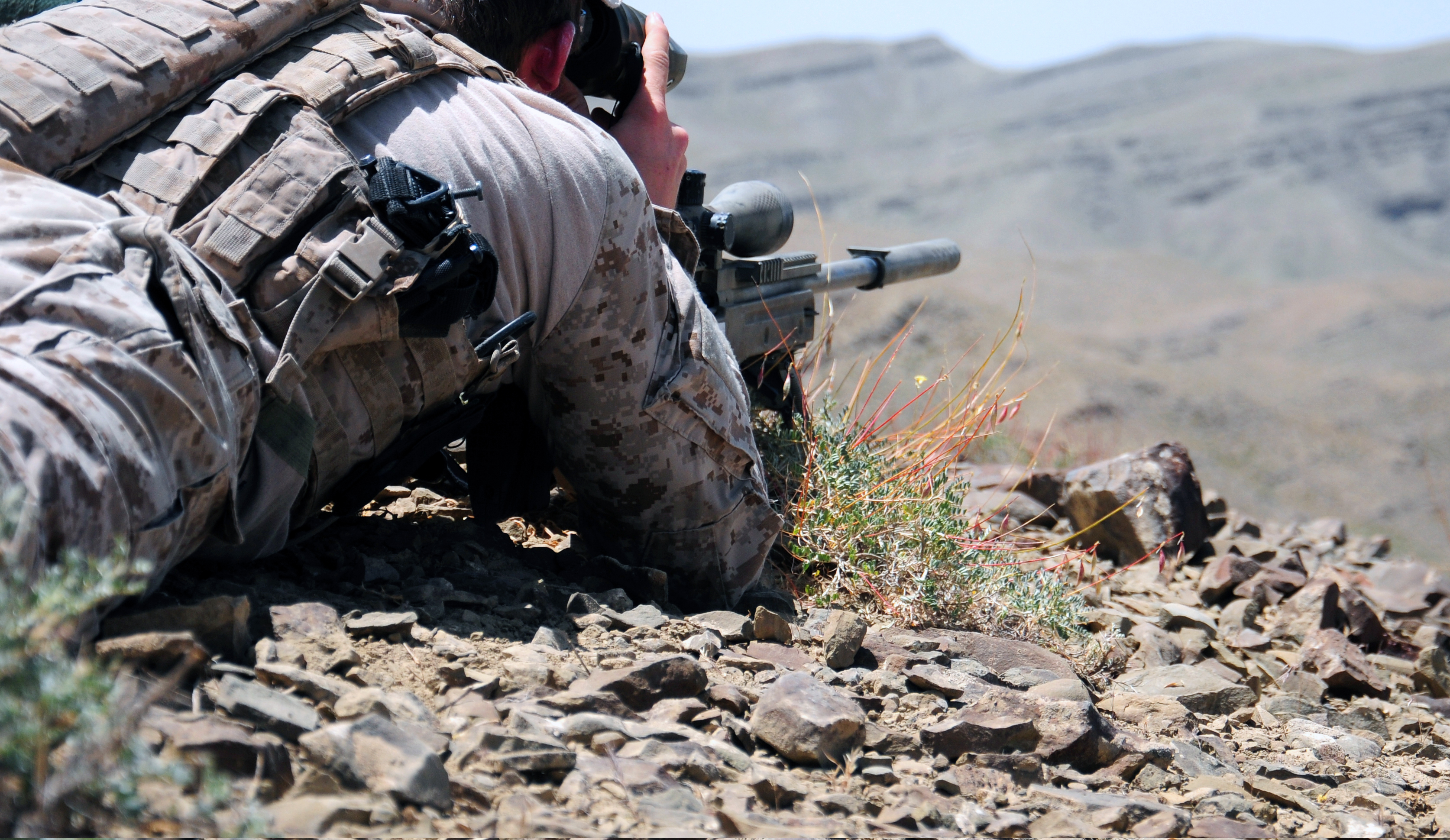
周囲を警戒するNavy SEALsの狙撃手。アフガニスタンザブル州にて。
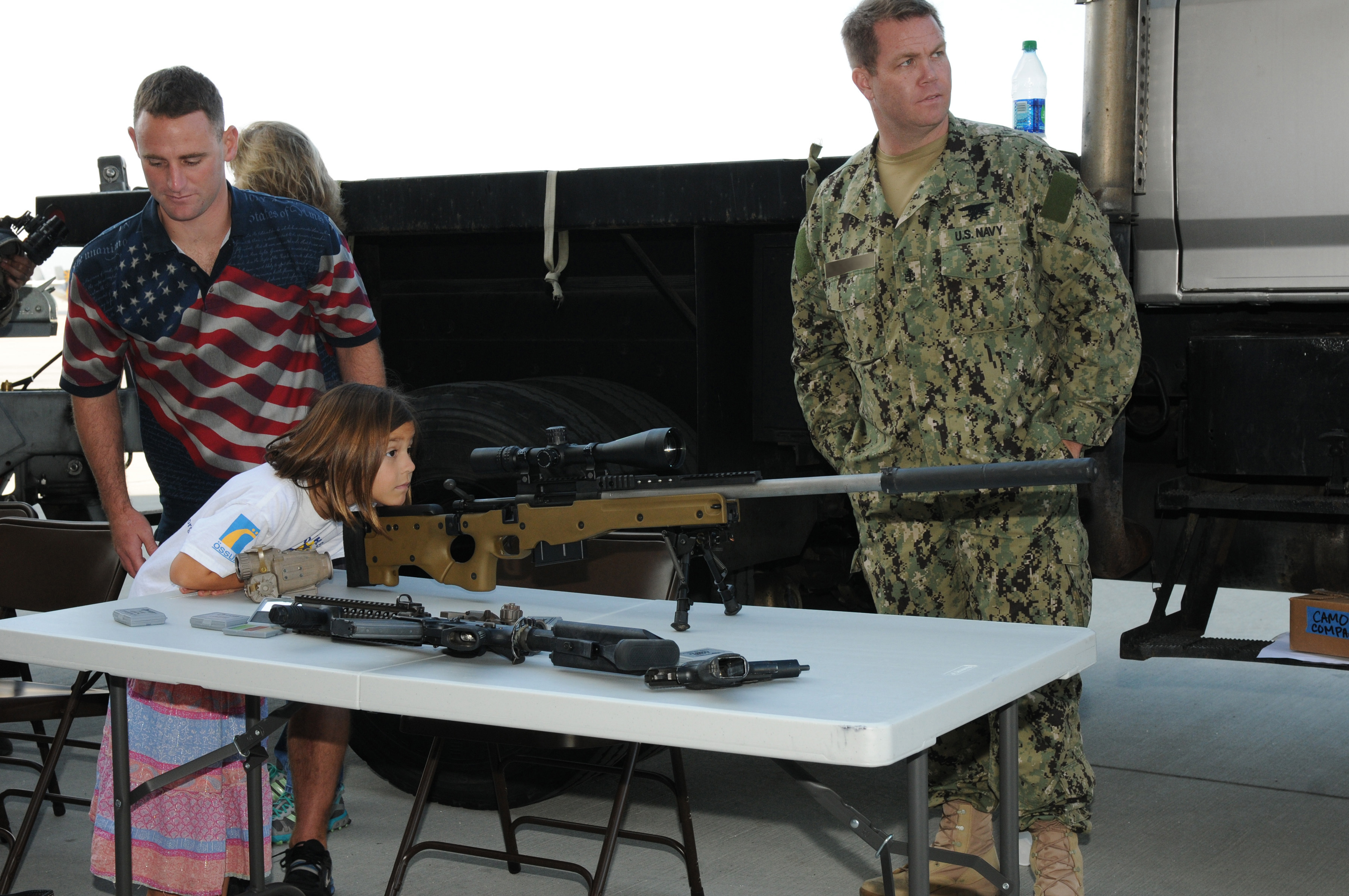
展示されたMk 13のスコープを覗き込む少女